# Cyrille Pouget
Pour les articles homonymes, voir Pouget.
Cyrille Pouget, né le 6 décembre 1972 à Metz en Moselle, est un footballeur international français qui évolue au poste d'attaquant durant les années 1990 et 2000.
Lors de ses années à Metz, Pouget forme un duo efficace avec Robert Pirès qui amène la presse à les surnommer les PP flingueurs.

## Biographie
Il suit un cursus sport-études jusqu'au baccalauréat.

### En club
À ses débuts, Cyrille Pouget forme avec Robert Pirès au Football Club de Metz le duo des « PP (ou pépés) flingueurs ». Lors de leurs célébrations, ils saluent leurs buts en feignant de se tirer dessus. En 1996, il quitte le FC Metz pour rejoindre le Servette de Genève. Il n'y reste que six mois et rentre alors en France au Paris Saint-Germain. 
Il dispute 14 matchs de première division avec le club parisien et inscrit deux buts. Sur la scène européenne, il participe au match aller de la finale de la Supercoupe d'Europe, et entre en jeu à la 61e minute, le PSG s'inclinant à domicile 6-1 contre la Juventus. En Coupe des Coupes, il dispute cinq matchs de C2 où le PSG atteint la finale. Lors du quart de finale contre l'AEK, il entre en jeu à l'aller et au retour. Il rentre également en demi-finale contre le Liverpool Football Club et délivre une passe décisive à Jérôme Leroy à l'occasion du match aller, joué au Parc des Princes. 
En finale, il remplace Patrice Loko à la 78e mais le PSG s'incline 1-0 contre le FC Barcelone. 
Il rejoint Le Havre à l'été 1997. Il est contrôlé positif aux anabolisants (nandrolone) le 12 septembre 1997 après le match Bordeaux-Le Havre. Il est suspendu le 2 juillet 1998 pour 18 mois dont 6 ferme, sanction confirmée en appel le 18 août 1998. La demande de conciliation du Comité national olympique du sport français (CNOSF), saisie du dossier, est rejetée par la FFF, le 8 septembre 1998, et l’attaquant purge l'intégralité de la sanction.
Lors du mercato d'hiver de la saison 1999-2000, l'Olympique de Marseille le recrute dans l'espoir de reformer le duo Pouget-Pirès. Il dispute 12 matchs en première division ainsi que trois matchs en Ligue des champions. Il perd ensuite la confiance des entraîneurs olympiens qui le prêtent à Bellinzone en Suisse, puis à Saint-Étienne en deuxième division. 
En fin de contrat, il reste six mois au chômage avant de rebondir lors du mercato d'hiver au FC Metz durant la saison 2002-2003 où Metz remonte de Ligue 2 en Ligue 1. Après la montée, il signe en juillet 2003 au Luxembourg. Il évolue alors en semi-professionnel à la Jeunesse d'Esch, un club de la première division luxembourgeoise. Il remporte le championnat dès sa première saison. Il y reste jusqu'en 2006, où le 2 juin, il décide d'arrêter sa carrière professionnelle et signe une licence amateur au SC Marly avec son ancien partenaire du FC Metz, Didier Lang.
En juin 2010, Cyrille a décidé de boucler la boucle en retrouvant son club formateur, le Thionville FC.

### Avec les Bleus
Cyrille Pouget a porté le maillot de l'équipe de France à trois reprises au cours de trois matchs amicaux . Il n'a jamais été titulaire se contentant d'apparitions en fin de match.

## Reconversion
Il dirige depuis 2005, un magasin Mobilier de France dans la banlieue de Thionville.

## Statistiques

### Matchs internationaux
| # | Date            | Lieu                                    | Adversaire | Résultat | Compétition  | Notes                                                          |
| - | --------------- | --------------------------------------- | ---------- | -------- | ------------ | -------------------------------------------------------------- |
| 1 | 24 janvier 1996 | Parc des Princes, Paris, France         | Portugal   | V 3 - 2  | Match amical | Entre en jeu à la place de Patrice Loko à la 78e minute.       |
| 2 | 21 février 1996 | Stade des Costières, Nîmes, France      | Grèce      | V 3 - 1  | Match amical | Entre en jeu à la place d'Emmanuel Petit à la 77e minute.      |
| 3 | 27 mars 1996    | Stade Roi Baudouin, Bruxelles, Belgique | Belgique   | V 2 - 0  | Match amical | Entre en jeu à la place de Christophe Dugarry à la 82e minute. |

## Carrière
- 1992-1996 : FC Metz  France
- 1996- décembre 1996 : Servette FC  Suisse
- décembre 1996-1997 : Paris SG  France
- 1997- décembre 1999 : Le Havre AC  France
- décembre 1999- avril 2001 : Olympique de Marseille  France
- avril 2001- mai 2001 : AC Bellinzone  Suisse
- juin 2001- oct. 2001 : Olympique de Marseille  France
- oct. 2001-2002 : AS Saint-Étienne  France
- 2002- décembre 2002 : sans club
- décembre 2002-2003 : FC Metz  France
- 2003-2006 : Jeunesse d'Esch  Luxembourg
- 2006-2007: SC Marly  France
- 2007-2010: RS Ottange  France
- 2010 -… : Thionville FC  France[3]

## Palmarès

### En club
- Champion du Luxembourg en 2004 avec la Jeunesse d'Esch
- Vainqueur de la Coupe de la Ligue en 1996 avec le FC Metz
- Finaliste de la Supercoupe d'Europe en 1996 avec le Paris-SG
- Finaliste de la Coupe d'Europe des Vainqueurs de Coupe en 1997 avec le Paris-SG

### Distinction individuelle
- Meilleur buteur de la Coupe de France en 1995 (3 buts)